# NWB Rechnungswesen – BBK
Die Fachzeitschrift NWB Rechnungswesen – BBK aus dem NWB Verlag informiert seit über 60 Jahren zweimal monatlich über aktuelle Themen aus dem gesamten Rechnungswesen.

## Zielgruppe und Inhalte
NWB Rechnungswesen – BBK richtet sich an Fach- und Führungskräfte in Steuerkanzleien, Buchführungsbüros und Fachabteilungen von Unternehmen. Der inhaltliche Schwerpunkt liegt auf den Kernthemen des Rechnungswesens – von Buchführung, Bilanzierung und Jahresabschluss einschließlich des Unternehmenssteuerrechts bis hin zu Controlling und Kostenrechnung. Darüber hinaus informiert die Zeitschrift regelmäßig über weitere für die Zielgruppe relevante Themen, etwa zur Umsatzsteuer, Wirtschaftsrecht, Betriebswirtschaft oder IFRS.
Ziel der BBK ist es, ihren Lesern Lösungen für die tägliche Berufspraxis an die Hand zu geben und so in einem rechtlich geprägten Berufsalltag Haftungsrisiken zu minimieren und Chancen zur Gestaltung von Sachverhalten nutzen zu können.
Dieser Anspruch wird umgesetzt durch eine kompakte und leicht verständliche Aufbereitung der Texte und elektronischen Arbeitshilfen, anschauliche Beispiele und Praxisfälle sowie konkrete Handlungsanleitungen, Beratungs- und Gestaltungstipps.
Ergänzt wird die Berichterstattung durch kommentierte Kurznachrichten zur aktuellen Finanzrechtsprechung und steuerlichen Verwaltungsanweisungen.

## Herausgeber
Herausgeber der BBK sind Carsten Theile, Bochum, VRiFG Bernd Rätke, Berlin, und Wolfgang Eggert, Hemhofen.

## Lieferumfang
NWB Rechnungswesen – BBK erscheint zweimal monatlich in einer Auflage von rund 6900 Exemplaren (Verlagsangabe) im NWB Verlag, Herne (vormals: Verlag Neue Wirtschafts-Briefe).
Neben der gedruckten Ausgabe erhalten alle Abonnenten eine Tablet-Version der Zeitschrift, E-Mail-Newsletter sowie einen Zugang zur NWB Datenbank, der auch für Smartphones verfügbar ist. Die Datenbank beinhaltet neben dem Online-Archiv der Zeitschrift und Volltexten zu Rechtsprechung und Verwaltungsanweisungen zahlreiche Zusatzangebote wie Gesetze und Steuernormen, praktische Arbeitshilfen wie Checklisten, Berechnungsprogramme und Formulare sowie diverse Lexika und Grundlagentexte.